# Nicaragua-Zwergbeutelratte
Die Nicaragua-Zwergbeutelratte (Marmosa nicaraguae) ist ein Säugetier in der Familie der Beutelratten (Didelphidae), das im feuchten karibischen Tiefland von Nicaragua und Costa Rica und in Costa Rica wahrscheinlich auch in den Trockenwäldern der im Nordwesten des Landes gelegenen Provinz Guanacaste vorkommt.

## Merkmale
Die bei einer 2021 veröffentlichten Neubeschreibung vermessenen Exemplare hatten eine Kopf-Rumpf-Länge von 16 bis 17,8 cm und einen 24 bis 28,1 cm langen Schwanz. Die Hinterfüße der Nicaragua-Zwergbeutelratte sind ca. 2,8 cm lang, die Ohren haben eine Höhe von etwa 2,9 cm. Die Nicaragua-Zwergbeutelratte ist damit deutlich größer als die Adler-Zwergbeutelratte (Marmosa adleri) und nur wenig kleiner als Alstons Wollige Zwergbeutelratte (Marmosa alstoni), die größte Art der Untergattung Micoureus. Das Fell ist einfarbig graubraun, an den Wangen und der Mitte von Gesicht und Schnauze aber hell. Die Haare sind eher glatt als wollig und auf der Mitte des Rückens 8 bis 9 mm lang. Das Bauchfell ist grau mit einem lederfarbenen Mittelstreifen. Die Ohren sind dunkel. Die Pfoten sind auf der Oberseite mit kurzen, hellen Haaren bedeckt. Der lange Schwanz (ca. 150 % der Kopf-Rumpf-Länge) ist zum größten Teil unbehaart. Lediglich die Basis ist auf den ersten 30 bis 35 mm mit etwa 10 mm langen Haaren bedeckt. Der Schwanz ist zur Basis hin bräunlich und am Ende weißlich.

## Lebensraum
Das auf der karibischen Seite gelegene Tiefland von Nicaragua und Costa Rica gehört mit einer jährlichen Regenmenge von 3000 mm zu den regenreichsten Regionen in Mittelamerika. Die ursprüngliche Vegetation dort besteht aus tropischen Tieflandregenwäldern. In der Provinz Guanacaste sind es dagegen vor allem Trockenwälder. Die Nicaragua-Zwergbeutelratte lebt aber nicht nur in unberührten Habitaten, sondern auch in Sekundärwäldern, Gärten und in der Nähe menschlicher Siedlungen.

## Systematik
Die Beutelrattenart wurde im Jahr 1905 durch den britischen Zoologen Oldfield Thomas wissenschaftlich erstbeschrieben. 2005 und 2009 wurde sie mit Alstons Wolliger Zwergbeutelratte (Marmosa alstoni) synonymisiert. Im Rahmen einer Revision der Untergattung Micoureus durch den US-amerikanischen Mammalogen Robert S. Voss und seine Kollegen Thomas C. Giarla und Sharon A. Jansa wurde Marmosa nicaraguae 2021 wieder als eigenständige Art anerkannt und neu beschrieben. Die Nicaragua-Zwergbeutelratte ist die Schwesterart einer gemeinsamen Klade der Adler-Zwergbeutelratte und Alstons Wollige Zwergbeutelratte.

## Belege
1. 1 2 3 4  Robert S. Voss, Thomas C. Giarla, Sharon A. Jansa: A Revision of the Didelphid Marsupial Genus Marmosa Part 4. Species of the Alstoni Group (Subgenus Micoureus). In: American Museum Novitates. Band 2021, Nr. 3983, 8. Dezember 2021, ISSN 0003-0082, doi:10.1206/3983.1 (bioone.org).
2. ↑  Oldfield Thomas (1905): New Neotropical Chrotopterus, Sciurus, Neacomys, Coendou, Proechimys, and Marmosa. Annals and Magazine of Natural History (Ser. 7) 16: 308–314.
3. ↑  Alfred L. Gardner (2005): Order Didelphimorphia. S. 3–18. In D.E. Wilson und D.M. Reeder (Hrsg.), Mammal species of the world, a taxonomic and geographic reference. 3. Auflage. Johns Hopkins University Press, Baltimore 2005, ISBN 0-8018-8221-4.
4. ↑  Robert S. Voss, Thomas C. Giarla, Sharon A. Jansa (2009): Phylogenetic relationships and classification of didelphid marsupials, an extant radiation of New World metatherian mammals. Bulletin of the American Museum of Natural History 322: 1–177.